# Prostitution au Monténégro
La prostitution au Monténégro désigne les faits de prostitution se déroulant au Monténégro. Elle y est illégale dans tout le pays.

## Description du phénomène
Le Monténégro est un pays d'origine, de transit et de destination pour les femmes et les enfants victimes de trafic sexuel. Les victimes de trafic sexuel identifiées au Monténégro sont principalement des femmes et des filles du Monténégro, des pays des Balkans voisins et, dans une moindre mesure, d'autres pays d'Europe de l'Est. Les victimes de trafic sexuel sont exploitées dans des établissements d'accueil, des bars, des restaurants, des boîtes de nuit et des cafés.